# Irmina Wawrzyczek
Irmina Wawrzyczek – polska badaczka historii kultury anglo-amerykańskiej, dr hab. nauk humanistycznych, profesor nadzwyczajna Instytutu Anglistyki, prodziekan Wydziału Humanistycznego Uniwersytetu Marii Curie-Skłodowskiej w latach 2012–2019.

## Życiorys
29 czerwca 1988 obroniła pracę doktorską Unfree Labour in Early Modern English Culture, 9 grudnia 1998 habilitowała się na podstawie oceny dorobku naukowego i pracy zatytułowanej Planting and Loving: Popular Sexual Mores in the Seventeenth – Century Chesapeake. Objęła funkcję profesora nadzwyczajnego w Instytucie Anglistyki, oraz prodziekana na Wydziale Humanistycznym Uniwersytetu Marii Curie-Skłodowskiej.

## Publikacje
- 2001: “Plantation Economy and Legal Safeguards of Sexual Discipline in Early Tobacco Colonies”[3]
- 2009: "New Europe, Old Games: Making Sense of Anglo-Polish Media Coverage of England versus Poland Football Matches” (współautorzy J. Maguire, R. Elliot, Z. Mazur)[3]
- 2010: Oswajanie Innego. Obraz Polski i Polaków w prasie brytyjskiej w latach 2002–2007 (współautorzy Z. Mazur, H. Szewczyk)[3]
- 2013: “Alliance Impossible? American Exceptionalism and the New Social History of Early America”[4]
- 2014: " ’Brokering’ or ‘Going Native’: Professional Structures and Intellectual Trajectories for European Historians of the United States"[1][3]
- 2019: "Kazimierz Pułaski alias Casimir Pulaski and His Memorial Trajectory in the Eighteenth-Century American Press”[3].
- 2021: “Behind the Facade of Victorian Womanhood: Cultural Implications of Helena Modjeska’s Coverage in the American Press, 1877-1909”[3]